# William Quindt
William Quindt (* 22. Oktober 1898 in Hildesheim; † 29. Dezember 1969 in Marquartstein, Landkreis Traunstein) war ein deutscher Journalist und Schriftsteller, der im Genre der Abenteuerromane und Tiergeschichten bekannt wurde.

## Leben
William Quindt, der aus einer bäuerlichen Familie stammte, verlor früh seine Eltern und schlug sich ab dem 15. Lebensjahr mit verschiedenen Berufen durchs Leben. Schließlich wurde er Journalist. Doch auch diese Tätigkeit gab er wieder auf, um – seiner „Tiersehnsucht“ folgend – Pressechef bei großen Zirkusunternehmen wie Sarrasani, Busch und anderen zu werden, mit denen er in der Folge ganz Europa bereiste. Weitere Reisen brachten ihn auch nach Afrika und Indien. 
Seine Erlebnisse mit exotischen Tieren und Schauplätzen boten ihm reichlich Stoff für Tiergeschichten und Abenteuerromane, die er, beginnend mit dem Indien-Roman Der Tiger Akbar, ab 1933 zu veröffentlichen begann. Die meisten seiner Bücher entwickelten sich rasch zu Bestsellern, die zahlreiche Auflagen erlebten und in mehrere Sprachen übersetzt wurden. 1950/51 entstand unter der Regie von Harry Piel auch eine Filmversion von Der Tiger Akbar, zu der Quindt das Drehbuch schrieb. Generell vermochte Quindt jedoch mit seinen nach dem Zweiten Weltkrieg entstandenen Werken, darunter Götter und Gaukler (1954), nicht mehr an die früheren Erfolge anzuschließen. Viele dieser älteren Werke blieben allerdings bis heute ununterbrochen lieferbar, darunter vor allem Straße der Elefanten (1939), der mittlerweile den Ruf eines Afrika-Klassikers hat, zumal sich Quindt darin schon sehr früh kritisch mit der Elfenbein-Wilderei auseinandersetzte und eindringlich für den Schutz der Elefanten eintrat. Für Walt Disney verfasste er zudem die Buchversion zu dem Dokumentarfilm Weiße Wildnis (White Wilderness), die 1960 erschien. Es sollte sein letztes Werk sein.

## Werke (Auswahl)
- Der Tiger Akbar, Volksverband der Bücherfreunde, Berlin 1933
- Peters Dschungelferien. Was ein deutscher Junge in den Wäldern Indiens erlebte, Stuttgart 1934
- Das hungernde Herz. Roman .Verlag Georg Westermann, Braunschweig, Berlin und Hamburg 1934
- Der Wildpfad. Ein Roman zwischen Weltstadt und Dschungel, Dresden 1936
- Die Pantherbraut. (Roman einer Dompteuse), Dresden 1937 (ISBN 3-87152-010-1)
- Dschungelblut. Ein Buch vom unzähmbaren Herzen, Dresden 1938 (später unter dem Titel Ewig soll Feindschaft sein. Geschichte eines Tigers)
- Die Straße der Elefanten, Hamburg 1939 (aktuell unter ISBN 3-492-22783-X)
- Bambino. Ein Artistenroman, Hamburg 1940
- Der weiße Wolf. Die Geschichte vom ersten Hund, Berlin 1941
- Die Bestie. Tiergeschichten, Dresden 1943 (ISBN 3-87152-039-X)
- Die fremden Brüder. Geschichten von Tieren und Menschen, Berlin 1943 (ISBN 3-87152-120-5)
- Curupira. Ein Abenteuerbuch vom Amazonenstrom, Dresden 1943 (ISBN 3-87152-141-8)
- Sehnsucht nach Joana. Roman einer großen Nummer, Dresden 1943
- Mein Kater Hinz. Geschichte einer Freundschaft, Hamburg 1946
  - Kater Hinz und ich, veränderte Neuausgabe: Berlin 2024. ISBN 978-3-945980-94-1 PDF
- Mörderin Rosa. Geschichte einer Elefantin, Hamburg 1946
- Mein Hund Struppke. Geschichte eines schottischen Terriers, Hamburg 1946
- Wolken wandern im Wind. Roman eines Sommers, Hamburg 1948
- Das Kind im Affenhaus, Hamburg 1949
- Die Gefährten. Geschichte einer Tierfreundschaft, Hannover 1954
- Götter und Gaukler. Ein neuer Roman um den Tiger Akbar, Wien, Berlin und Stuttgart 1954 (ISBN 3-87152-062-4)
- Der schwarze Jaguar. Eine Geschichte von der Fremdheit zwischen Mensch und Tier, Wien, Berlin und Stuttgart 1955
- Gerechtigkeit. Ein Roman von Menschen und Tieren, Wien, Berlin und Stuttgart 1958 
  - (Extrem verkürzte Taschenbuchausgabe 1982 unter dem Titel:) Auf verwehten Spuren. Gerechtigkeit (ISBN 3-87152-075-6)
  - Gerechtigkeit oder Apokalypse der Tiere (Neuausgabe mit biobibliographischem Anhang) Berlin 2024, ISBN 978-3-945980-90-3 PDF
- Weiße Wildnis (White Wilderness), Hamburg 1960